# Coloni (Mali)
Coloni é uma vila e sede da comuna rural de Niantaga, na circunscrição de Cutiala, na região de Sicasso ao sul do Mali.

## História
O explorador francês René Caillié parou em Coloni em 21 de fevereiro de 1828 em sua jornada para Tombuctu. Ele estava viajando com uma caravana que transportava nozes de cola para Jené. Em seu livro Viagens através da Ásia Central para Tombuctu publicado em 1830, escreveu:
| “ | Ás 10 da manhã chegamos em Coloni, uma pequena vila situada numa planície bonita, fértil e bem cultivada, cercada por grande número de grandes algodões ... A vila de Coloni, que está cercada por dois muros de adobe, contem uma população de aproximados 400 [habitantes], consistindo de fulas, bambaras e mandingas: ela é sombreada por grandes mimosa e alguns algodões. | ” |